# Otto no chinpo ga hairanai
Otto no chinpo ga hairanai (夫のちんぽが入らない? lett. "Il pisello di mio marito non entra"), noto anche con i titoli internazionali My Husband's Penis Can't Go In e My Husband Won't Fit, è un romanzo giapponese del 2017, tratto da una storia vera. Dall'opera sono stati tratti un manga e una serie televisiva, con protagonista Aoi Nakamura.

## Trama
Kumiko e Kunichi si conoscono all'università come compagni di corso, e si innamorano; dopo avere avuto il loro primo rapporto, Kumiko tuttavia scopre che Kunichi è impotente. I due, essendo innamorati, si sposano, tuttavia Kumiko è frustrata dal non poter consumare neppure la propria prima notte di nozze, e con il passare del tempo a tale problema se ne sommano numerosi altri.

## Volumi
| Nº | Data di prima pubblicazione | Data di prima pubblicazione | Data di prima pubblicazione |
| Nº | Giapponese                  | Giapponese                  |                             |
| -- | --------------------------- | --------------------------- | --------------------------- |
| 1  | 6 settembre 2018            | ISBN 978-4-06-512820-6      |                             |
| 2  | 6 febbraio 2019             | ISBN 978-4-06-514566-1      |                             |
| 3  | 6 settembre 2019            | ISBN 978-4-06-516983-4      |                             |
| 4  | 6 marzo 2020                | ISBN 978-4-06-518835-4      |                             |
| 5  | 6 luglio 2020               | ISBN 978-4-06-520193-0      |                             |